# Aeroporto internacional de Abruzos
O Aeroporto internacional de Abruzos (IATA: PSR, ICAO: libp) é um aeroporto localizado perto de Pescara, Itália. Ele está localizado aproximadamente a 4 km do centro de Pescara, cerca de 180 km de Roma, uma unidade de 2 horas de carro numa auto-estrada através das montanhas Apeninos. É o único aeroporto internacional na região de Abruzòs. Aberto ao tráfego civil desde 1996, tem visto ao longo dos anos cada vez mais aumentar o número de passageiros em trânsito, principalmente devido às companhias aéreas de baixo custo e voos.

## Destinos
- Air Vallée (Torino)
- Alitalia (Milano-Linate)
- Belle Air (Tirana)
- Ryanair: (Bergamo, Bruxelles-Charleroi, Francoforte-Hahn, Girona-Costa Brava, Londra-Stansted, Parigi-Beauvais; Stagionale: Cagliari, Dusseldorf-Weeze, Oslo-Torp)

charter 
- Livingston (Lourdes)
- Blue Panorama (Lourdes)

## Cargo
- Mistral Air (Brescia)